# Chiesa di San Bartolomeo (dei crociferi)
La chiesa urbana di San Bartolomeo Apostolo era un luogo di culto cattolico situato nel centro storico di Crema; si collocava all'angolo tra le vie Giacomo Matteotti e Federico Pesadori ed era retto dai frati crocigeri.

## Storia
I frati crocigeri, giunti a Crema nel corso del XV secolo, costruirono la nuova chiesa cittadina nel 1598: lo si desume da un'epigrafe, ora in un'abitazione privata:

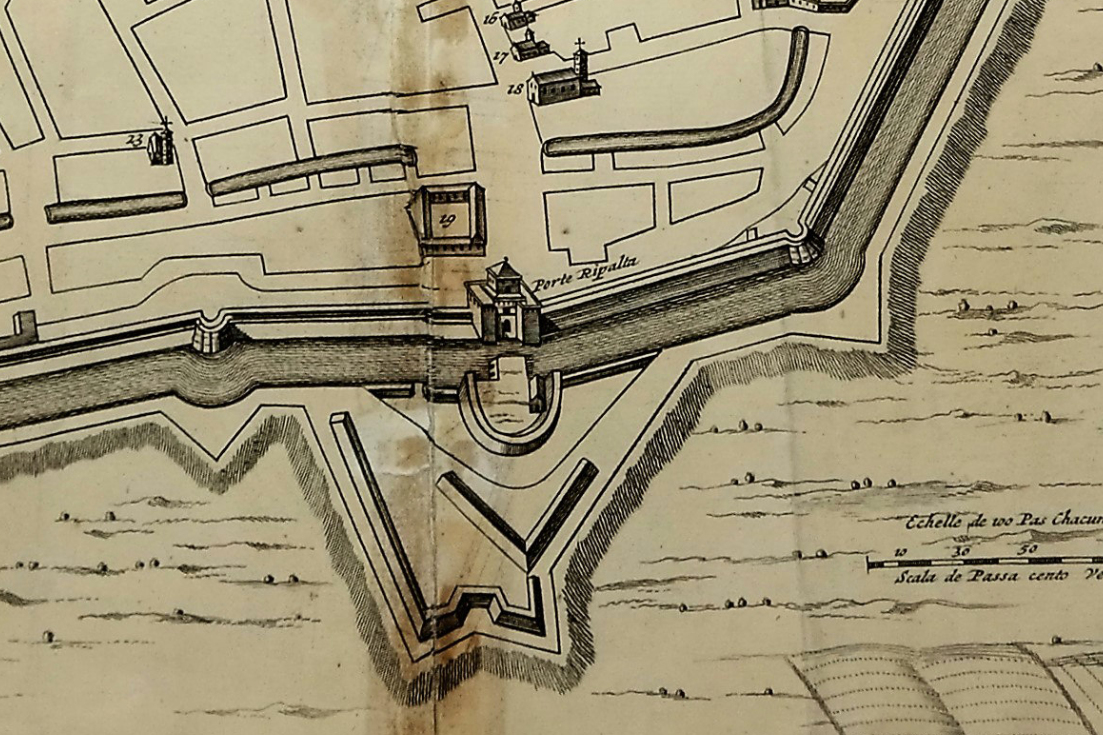
L'area di Porta Ripalta agli inizi del XVIII secolo. Particolare della pianta di Crema del 1708 di Pierre Mortier; la chiesa di San Bartolomeo è contrassegnata col numero 17.

La dedica di ringraziamento ci informa che la nuova chiesa fu eretta a spese del podestà-capitano Nicolò Bon, in carica dal 23 novembre 1597 al 18 aprile 1599. Questa chiesa nel 1655 fu dotata di una pala d'altare raffigurante il Martirio di San Bartolomeo opera di Gian Giacomo Barbelli.

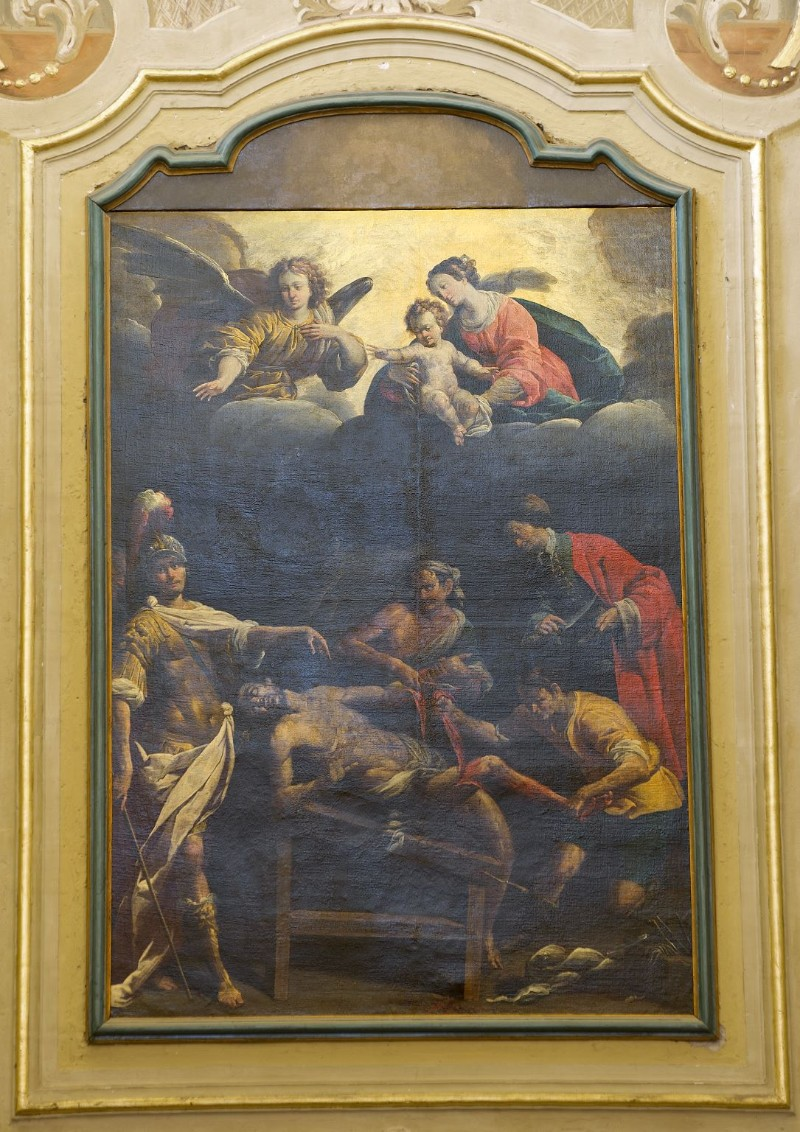
Gian Giacomo Barbelli, Il martirio di San Bartolomeo, olio su tela, 1648; era la pala d'altare della chiesa. Dopo aver subito alcuni passaggi dal 1914 è collocata nella chiesa parrocchiale di San Bartolomeo ai Morti.

Papa Alessandro VII nel 1656 sopprimeva l'ordine dei Crocigeri e i loro beni furono venduti all'asta; furono acquisiti dalle monache domenicane di Santa Maria Mater Domini per 40.300 Lire le quali sottoscrissero la condizione di provvedere con particolare cura all'oratorio campestre di San Bartolomeo ai Morti, nel frattempo accresciuto per devozione in conseguenza delle attigue sepolture degli appestati del 1630. Manifestando la volontà di ricostruire la chiesa extra cittadina le monache decisero nel 1694 di vendere l'edificio urbano e l'ex convento dei Crocigeri che furono acquistati dalla congregazione dei Disciplini, vendita di cui non è noto il prezzo; questi ottennero nei primi anni del XVIII secolo l'avallo del vescovo di trasferire all'interno della propria chiesa la pala di Gian Giacomo Barbelli, quindi rivendettero la chiesa ed il convento al chirurgo Marc'Antonio Cogrossi per 3.173 Lire il quale nel 1739 ebbe dal vescovo il permesso di trasformare la chiesa per usi profani ma non sconvenienti. 
Il complesso rimase alla famiglia Cogrossi fino alla morte di Giovan Battista (figlio di Marc'Antonio) avvenuta nel 1773, quindi pervenne alla famiglia dell'avvocato Giuseppe Ragazzoni; il nipote Giuseppe chiedeva di abbattere l'ex oratorio con istanza 6 novembre 1841, mentre su iniziativa di Marino Ragazzoni nel 1844 veniva costruita l'abitazione.

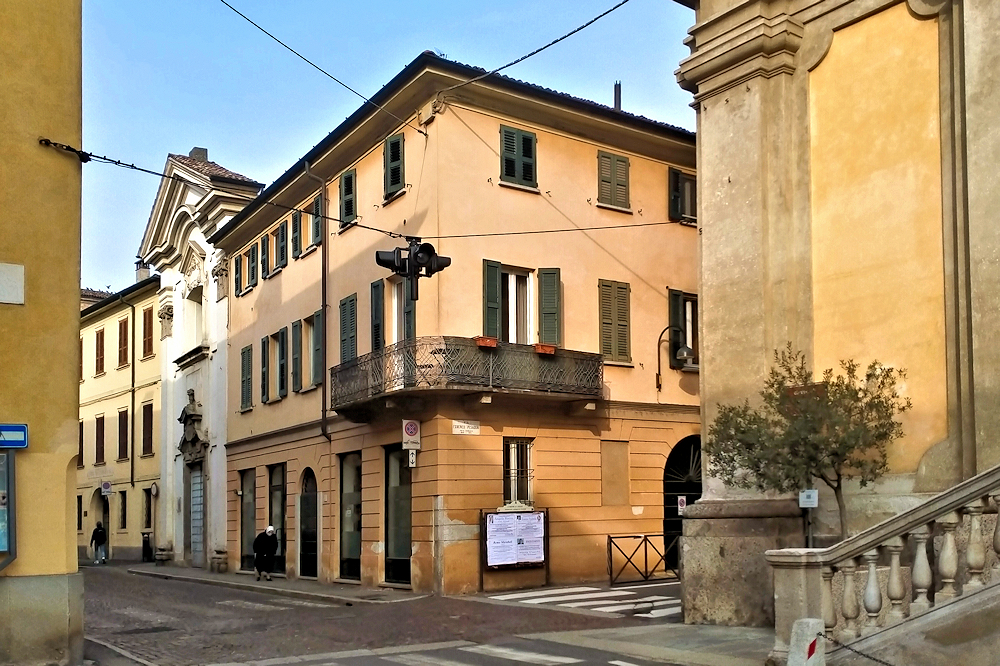
L'angolo tra via Giacomo Matteotti e via Federico Pesadori, dove sorgeva il convento dei frati crocigeri.

## Caratteristiche
Un disegno a penna risalente al 1814, recuperato da Mario Perolini e pubblicato su "Insula Fulcheria IX" (anno 1970) ci dà qualche idea: la chiesa era caratterizzata da due pilastri dorici che sostenevano una trabeazione sopra la quale era collocato il timpano triangolare. In mezzo appare un finestrone e due finestre più piccole ma nel disegno non vi appare l'ingresso principale, forse perché in tempi imprecisati venne murato; vi si accedeva attraverso un accesso laterale arcuato.